# Pont au Change
Pont au Change (česky Směnárenský most) je most v Paříži přes Seinu. Spojuje ostrov Cité u justičního paláce a Conciergerie (Boulevard du Palais) a pravý břeh u divadla Châtelet (Boulevard de Sébastopol). Leží na hranici mezi 1. a 4. obvodem. Most je zděný o třech obloucích, je dlouhý 103 a široký 30 metrů.

## Historie
První most byl v těchto místech postaven již v 9. století za panování Karla Holého. Nazýval se Grand-Pont neboli Velký most, pro odlišení od Petit-Pont (Malého mostu), který vedl přes menší rameno řeky. Své současné jméno získal podle toho, že na mostě sídlili první makléři nazývaní courratiers de change. Kromě nich zde měli obchody i zlatníci a klenotníci, takže most byl tak zastavěn, že z něj nebylo vidět na Seinu. Most byl zničen požárem v roce 1621 a v letech 1639–1647 vystavěn jako kamenný o sedmi obloucích. V té době byl nejdelším mostem v Paříži. Domy, které na něm stály, byly zbourány v roce 1786. Také tento most byl zbořen a v letech 1858–1860 za vlády Napoleona III. nahrazen současnou stavbou.